# 鼓山阿彌陀佛碑

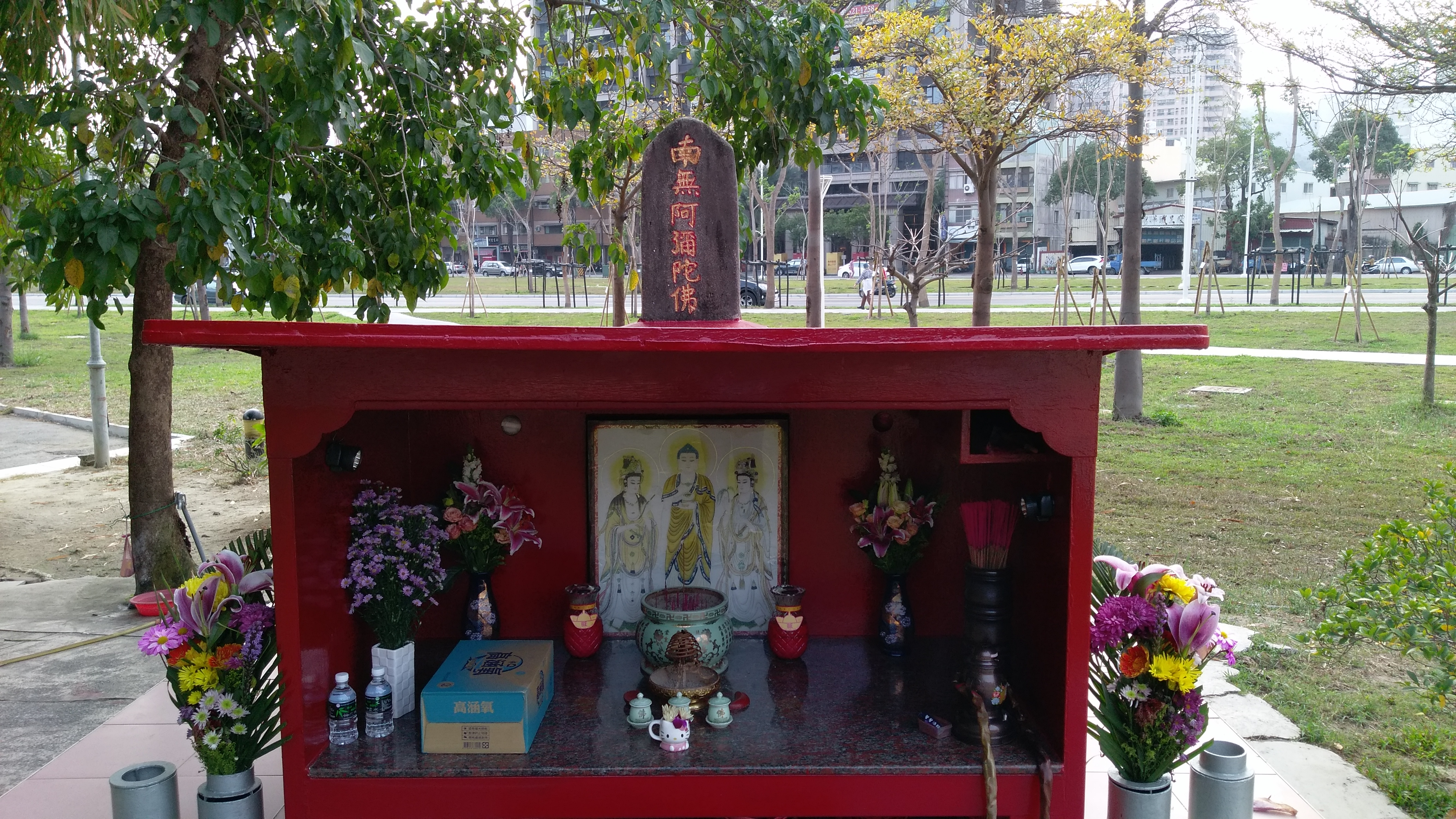
鼓山阿彌陀佛碑

鼓山阿彌陀佛碑，位於台灣高雄市鼓山區馬卡道路旁，就在內惟埤文化園區內可看到。是一座百年古碑。附近居民相當重視這座阿彌陀佛碑，香火頗盛。

## 簡介
大約200年前，打狗的內惟埤傳說有水鬼出沒，引起附近居民及來往的行人恐慌，後來有一名和尚願意被活埋於今阿彌陀佛碑的位置（也有一說是羅漢腳或囚犯），以超渡鬼魂，居民為感謝此和尚犧牲，於是立了一塊「南無阿彌陀佛碑」來祭拜。

## 外部連結
- 高美館的今生 （页面存档备份，存于）
- 石頭礫說故事 阿彌陀佛碑